# Kłym Poliszczuk
Kłym Ławrentijowycz Poliszczuk, ukr. Клим Лаврентійович Поліщук (ur. 13 listopada?/25 listopada 1891 w Krasnopolu, zm. 3 listopada 1937 na uroczysku Sandarmoch w Karelii) – ukraiński poeta i prozaik, publicysta. Jeden z przedstawicieli rozstrzelanego odrodzenia.

## Życiorys
Uczył się w Petersburgu. W 1912 roku przybył do Żytomierza, gdzie w sierpniu 1914 roku został aresztowany za ukraińską działalność niepodległościową. Wywieziono go w głąb Rosji. Zaczął wówczas pisać pierwsze wiersze i inne utwory literackie. 
W 1920 roku przybył do Polski. Zamieszkał we Lwowie. Był to płodny okres jego twórczości. Wydawał tam czasopisma i almanachy literackie, w których publikował m.in. utwory poetyckie i prozę (m.in. powieść pt. „Swit czerwonyj” oraz opowiadania pt. „Hulapilśkyj bat´ko” і „Otaman Zełenyj”). W 1924 roku powrócił na sowiecką Ukrainę.
W 1930 roku został aresztowany przez OGPU. W styczniu 1931 roku skazano go na karę 10 lat łagrów. Został osadzony w obozie SŁON na Sołowkach. 9 października 1937 roku „trójka specjalna” NKWD obwodu leningradzkiego RFSRR skazała jednym wyrokiem listę 1116 więźniów Sołowek na śmierć. Na liście znajdowało się nazwisko Poliszczuka. Został rozstrzelany 3 listopada 1937 roku na uroczysku Sandarmoch w Karelii w masowej egzekucji ukraińskich twórców i działaczy społecznych (Łeś Kurbas, Mykoła Kulisz, Ołeksa Slisarenko, Myrosław Irczan, Wołodymyr Czechiwski i in.).
W 2008 roku w Kijowie opublikowano wybór jego utworów literackich pt. „Wybrani twory”.

## Wybrana twórczość
- Звуколірність (Zwukolirnist´) (poezje). Stanisławów-Kołomyja: Wyd. „Bystrycia”, 1921.
- Скарби віків (Skarby wikiw) (legendy ukraińskie). Lwów, Wyd. „Rusałka”, 1921.
- Золоті зернятка (Zołoti zerniatka) (opowiadania dla dzieci). Lwów, Wyd. „Rusałka”, 1921.
- Воєнко (Wojenko) (z pamiętnika). Lwów, 1921.
- Розпята душа (Rozpiata dusza) (opowiadania z życia łotewskiego). Lwów, 1921.
- Веселе в сумному (Wesełe w sumnomu) (zbiór satyr i humoresek). Lwów, 1921.
- Жменя землі (Żmenia zemli) (legendy galicyjskie). Lwów, 1921.
- Dałeki zori. Lwów, 1921.
- Червоне марево (Czerwone marewo) (szkice i opowiadania z czasów rewolucji). Lwów, 1921.
- Ангельський лист (Anhelśkyj łyst) (opowiadania). Lwów, 1923.
- Отаман Зелений (Otaman Zełenyj) (powieść współczesna). Cz.1, Cz.2. Lwów, 1923.